# Rheinpfeil
Der Rheinpfeil war ein deutscher Fernverkehrszug, der zwischen Dortmund und München verkehrte. Betreiber war die Deutsche Bundesbahn.

## Geschichte
Der Zugname Rheinpfeil tauchte zum ersten Mal 1952 auf. Damals wurden  die Fernschnellzüge F 9/10 Hoek van Holland – Venlo – Köln – Mainz – Mannheim – Basel und F 21/22 Dortmund – Köln – Mainz – Frankfurt – Würzburg – München (–  Innsbruck), die zwischen Köln und Mainz gekuppelt fuhren, Rhein-Pfeil genannt.
1953 wurden diese beiden Züge in Rheingold umbenannt. Diese verloren 1956 mit der Umstellung des Dreiklassen-Systems auf das heutige Zwei-Klassen-System in Europa als letzte die alte erste Klasse und fuhren nunmehr mit einer, der heutigen ersten Klasse.

### F Rheinpfeil
Im Jahre 1958 erhielt der Zug F 21/22 Dortmund – München, der seit 1955 nicht mehr mit dem F 9/10 vereinigt fuhr,  wieder den Namen Rheinpfeil, dieses Mal in einem Wort geschrieben. Vier Jahre später wurden für ihn und den Rheingold-Zug moderne Wagen gebaut. Neben Großraum- und Abteilwagen wurden auch neue teilweise doppelstöckige Speisewagen und fünf Aussichtswagen gebaut. Gleichzeitig wurden mit der Baureihe E 10.12 moderne, 160 km/h schnelle Elektrolokomotiven eigens für diesen Zug gefertigt. Rheingold und Rheinpfeil waren die ersten Züge der Bundesbahn, die diese Geschwindigkeit ausfahren durften. Im Duisburger Hauptbahnhof tauschten beide Züge untereinander Kurswagen aus.
Um die ganze Strecke mit elektrischer Traktion fahren zu können, verkehrten die Züge ab 1962 über Nürnberg. Dieser Umweg wurde zum Winterfahrplan 1971 wieder aufgegeben, da die Strecke zwischen Würzburg und Treuchtlingen inzwischen auch elektrifiziert war.
1963 wurden die Züge mit neuen Wagengarnituren ausgestattet, zu denen auch die Aussichtswagen der Bauart AD4üm-62 gehörten.

### TEE Rheinpfeil
Eine weitere Neuerung erfuhr der Rheinpfeil am 30. Mai 1965, als er zu einem Trans-Europ-Express aufgewertet wurde. Der Kurswagentausch mit dem Rheingold wurde beibehalten. Beide Züge waren damit die einzigen im TEE-Netz, die Kurswagen mitführten.
Mit seiner Höchstgeschwindigkeit von 160 km/h unterlag der Rheinpfeil zunächst den von Deutschen Bundesbahn 1962 herausgegebenen Vorläufigen Richtlinien für die Planung und Durchführung von Zugfahrten über 140 km/h bis 160 km/h. Bis zur Einführung der Eisenbahn-Bau- und Betriebsordnung 1967 benötigte der Zug eine Ausnahmezulassung des Bundesverkehrsministers, um die in der bis dahin gültigen Betriebsordnung vorgesehenen allgemeinen Höchstgeschwindigkeit von 140 km/h überschreiten zu dürfen.

### IC Rheinpfeil
Mit der Einrichtung des InterCity-Systems bei der Deutschen Bundesbahn 1971 änderte der Rheinpfeil seine Zugnummer und fuhr als IC 106/107. Er verkehrte nun mit der neuen Schnellfahrlokomotive der Baureihe 103 zwischen Hannover und München über Dortmund, Köln, Frankfurt und Würzburg.
Zugnummern und Laufweg blieben bis zur Einführung des neuen zweiklassigen InterCity-Netzes der Bundesbahn 1979. Danach verkehrte der Rheinpfeil als IC 108/109 zwischen Hamburg und Basel über Köln, Mainz und Mannheim.